# リチャード・ピアース

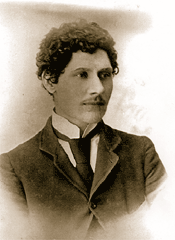
リチャード・ピアース

リチャード・ウィリアム・ピアース（Richard William Pearse、1877年12月3日 - 1953年7月29日）はニュージーランドの発明家。航空に関する数々の先駆的な実験を行なった。表記はリチャード・パースとも。

## 人物
1903年3月31日（ライト兄弟の初飛行の約9ヶ月前）に動力を備えた重航空機で離陸と着陸に成功したと思われる。その主張を支持する資料は解釈が分かれるところであるが、彼の飛行が、持続性と操縦性においてライト兄弟の達成した飛行より劣っていたことは確かであろう。ピアース自身がその業績について矛盾した陳述をしており、そのため彼の名を知るごく少数の人々すら長らく彼の初飛行を1904年だと認識していた。ライト兄弟とは違い、彼は自分の発明を工業的に発展させる機会を欠いたため、ピアースの名はあまり知られていない。

## 経歴と業績
ニュージーランド南島のティマル近郊、テムカで生まれる。父のディゴリー・ピアースはイングランドのコーンウォール出身、母のサラはアイルランド出身であった。夫妻は9人の子供を儲けた。リチャード・ウィリアム・ピアースは第4子である。
ピアースは幼少期から発明工夫の才を示し、工学の専門教育を受けたがったが、一家は（兄のトムを既に医学校に通わせていたため）そうする資金がなかった。代わりに1898年、21歳になった彼は約100エーカーの農地の使用権を与えられた。彼は以降13年間ワイトヒ（Waitohi ）で農業をやったがあまり熱心ではなく本業は怠りがちで、その心は常に工学と発明にあった。

### 初期の技術的業績

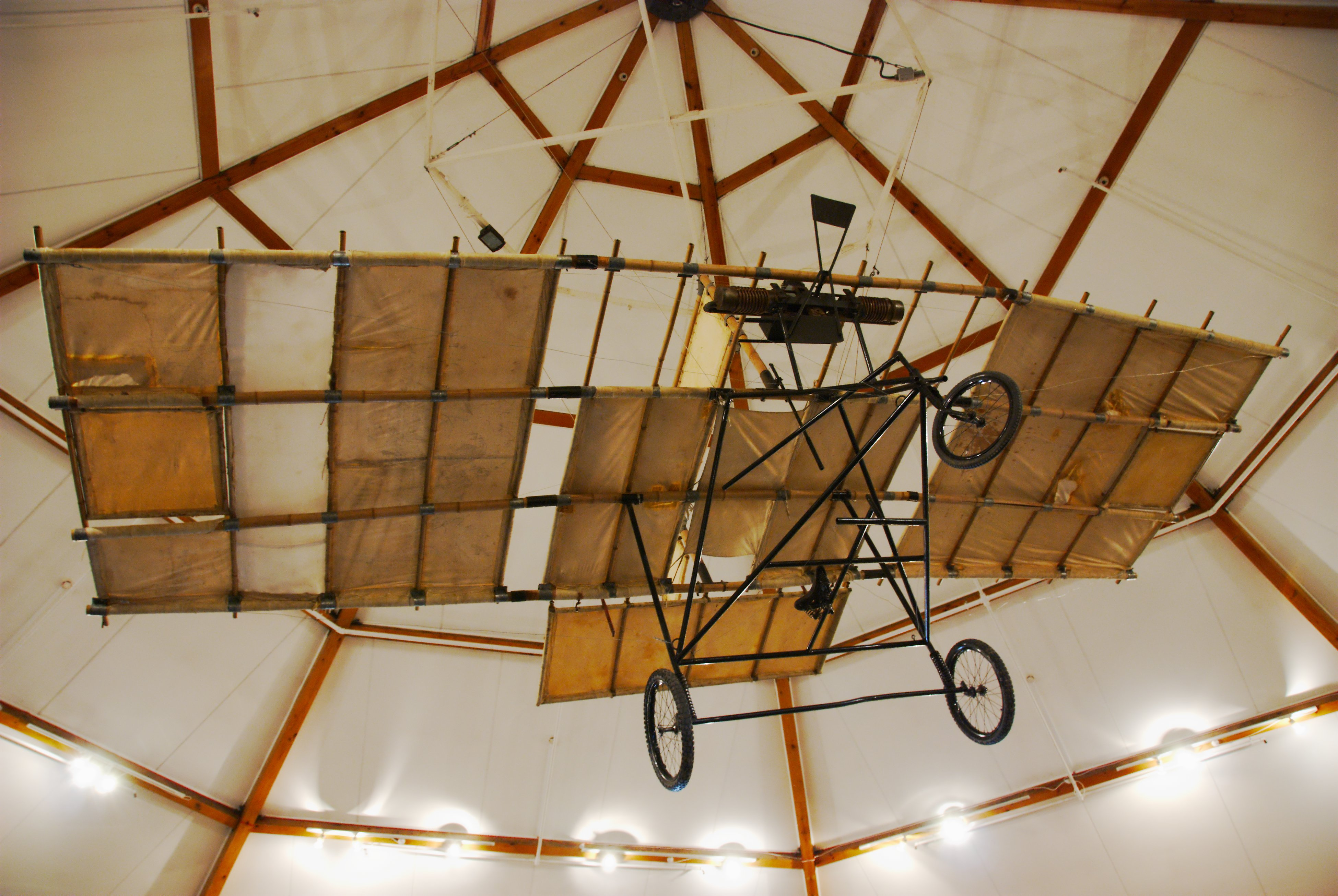
ピアースの単葉機のレプリカ（サウス・カンタベリー博物館）

1902年、ピアースは垂直なクランクギアと自働膨張タイヤを備えた自転車を製作し、特許を取得している。続いて彼は2気筒の「オイル・エンジン」を設計・製作し、これを単葉機に積んだ。彼の単葉機は三輪の降着装置を備え、主翼の骨組みは竹で、翼面にはリンネルが張られていた。操縦に関しては未完成であり翼型も工夫されていなかったが、垂直尾翼・水平尾翼を機尾に備え、牽引式プロペラを持ち、ロール方向の制御にはエルロンを用いており、外形的にはライト・フライヤー（複葉・先尾翼・推進式・たわみ翼）よりも後世の飛行機に近いものであった。

### 飛行

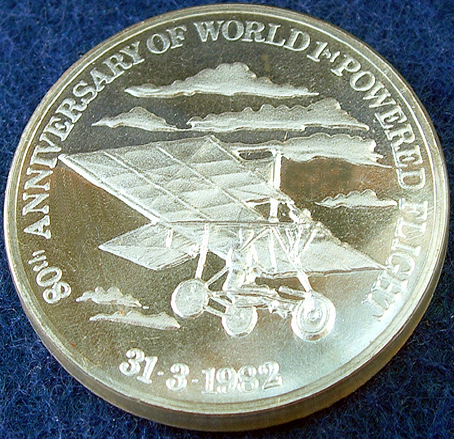
1982年にニュージーランド輸送技術博物館の「世界初の動力飛行80周年記念」用にニュージーランド造幣局で作られた銀のメダル。ただし同博物館は彼のピアースの飛行を1903年としている。

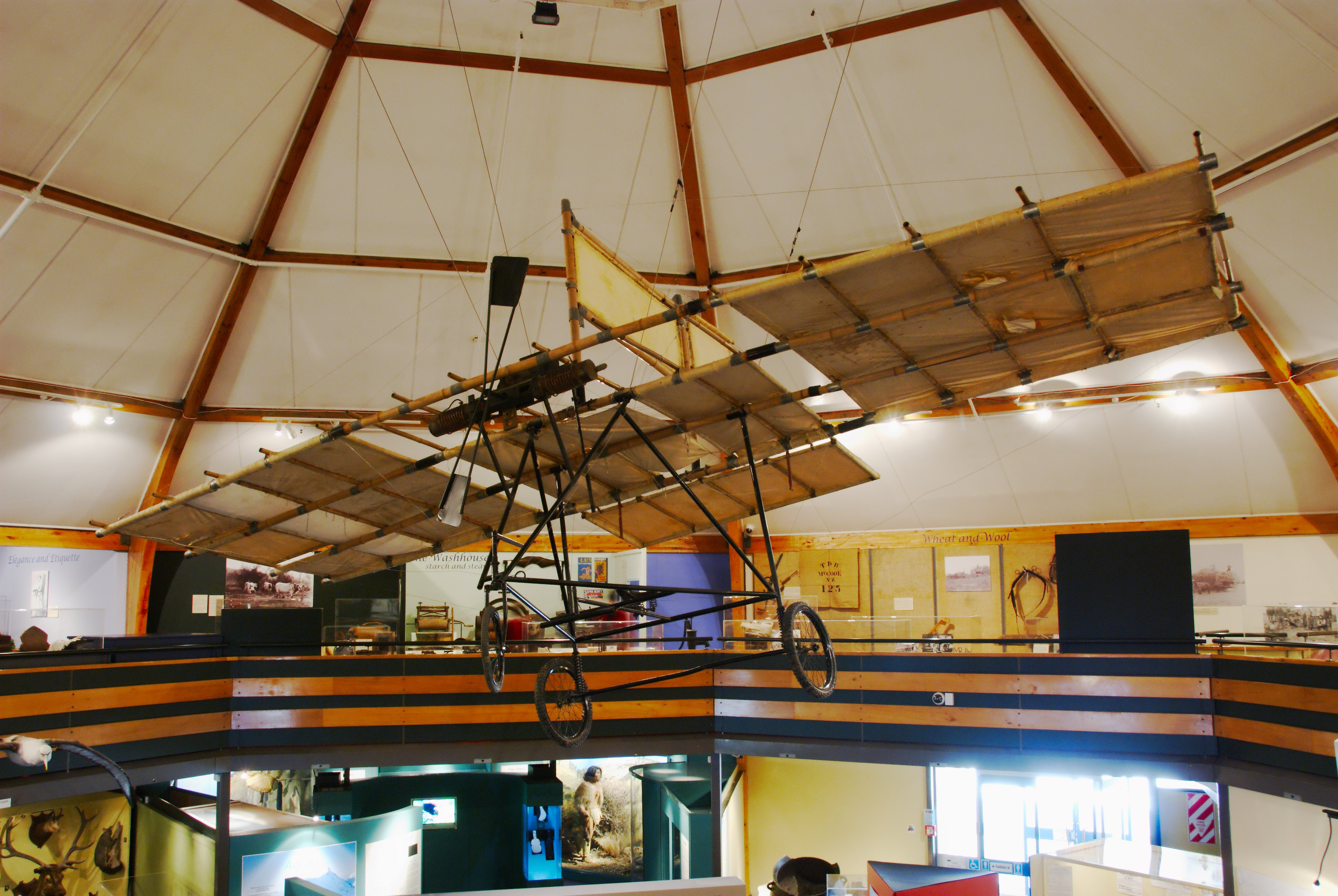
ピアースの単葉機のレプリカ（サウス・カンタベリー博物館）

ピアースは1902年にワイトヒで何度か飛行を試みている。しかしエンジンの出力不足のため、短時間の跳躍以上の結果は出せなかった。翌年はエンジンの設計を見直し、シリンダーの両端にピストンを付けた。1963年に彼のエンジン部品（鋳鉄の排水管で出来たシリンダー本体も例外ではない）がガラクタの中から発見され、それを元にレプリカが作られた。テストの結果から、1903年のエンジンは約15馬力（11kW）の出力があったと推定されている。
信頼できる目撃情報を総合すると、1903年の間にピアースは2度の不時着（生垣への衝突）をしている。彼の単葉機が、いずれの実験時にも3m以上の高度に到達したことは間違いない。1903年3月31日の実験に関しては、彼が距離数百メートルの動力飛行（ただし操縦不能に近い）を行なった証拠が揃っている。ピアース自身は、動力離陸には成功したが「操縦が効くには速度が低すぎた」と述べている。
15馬力のエンジンにより、ピアースの飛行機は滞空するのに充分なパワーウェイトレシオを得た（ただし翼型は全く工夫されていなかった）。彼は完全に制御された飛行を目指し、飛行機の改良を続けた。ピアースは効果的な位置にエルロンを取り付けている（ただしその面積は不足だったと思われる）。彼の機体は重心の低い高翼機であった。設計図や目撃証言から得られる知見は一致しており、ピッチおよびヨー方向の制御は凧型（低アスペクト比）の一体化した操縦翼面で為された（現代の飛行機の昇降舵や方向舵のように、尾翼の一部が可動なのではなく全体が動かされた）。これらの操縦翼面（乱流の内部に置かれ、重心にも近い）は、機体にピッチ方向ないしヨー方向のトルクを与えるためにはごく低い能力しか持たなかった（もしくは全く無能力であった）。しかしながら、ピアースの設計思想自体は後年の飛行機のそれと全く一致している。逆にライト兄弟は優れた翼型を開発し、3軸制御による完全に操縦可能な飛行を達成したが、機体設計ではたわみ翼と先尾翼を採用しており、これらはすぐに廃れた。
ピアースの業績は当時にはほとんど文書化されなかった。当時の新聞に記録は残っていない。写真がいくらか残されているが日付は不明であり、内容の解釈も一意ではない。ピアース自身が長らく矛盾のある陳述をしていたため、彼の業績を知るわずかな人々さえその飛行日時を1904年だと認識していた。彼の技術は誰にも継承されず、またニュージーランドという僻地での出来事であったため、ピアースは存命中には業績を公的に認められることはなかった。彼はエルロンや軽量な空冷エンジンといった革新的な発明の特許を取ったが、これらは同業他者に全く影響を与えなかった。

### 晩年の活動
1911年ごろピアースはオタゴのミルトンに移り、起伏の多い土地柄のため飛行実験は停止した。実験器材の大半は農場のゴミ捨て穴に投棄された。とは言え、各種実験は続けられ多くの発明品が生み出された。彼は1920年代にクライストチャーチに引越して3軒の家を建て、その家賃収入で暮らしを立てた。
1930年代、40年代を通してピアースはティルトローターを持つ飛行機械の開発に取り組み続けた。これは後世のオートジャイロやヘリコプターに近いが、単葉の主翼と尾翼も備えていた。ピアースはこれを空陸両用の乗り物として活用するつもりであった（時には自動車のように道路を走り、時には「風車小屋やゴミ運搬車を飛び越える」計画だったとも言われる）。しかし彼は隠遁的・偏執的になってゆき外国のスパイが自分の発明を狙っていると信じるようになった。彼は1951年にクライストチャーチのサニーサイド精神病院に収監され、2年後に死亡した。研究者たちは、その時に多くの書類が廃棄されたと考えている。彼の遺物や飛行機のレプリカは、オークランドのニュージーランド輸送技術博物館およびティマルのサウス・カンタベリー博物館（South Canterbury Museum）に展示されている。ティマルの空港には、彼にちなんでリチャード・ピアース空港（Richard Pearse Airport）との名が付けられている。

### 伝記資料
- Ogilvie, Gordon. The Riddle of Richard Pearse. Auckland, New Zealand: Reed Publishing, Revised edition, 1994.  ISBN 0-589-00794-7.
- Rodliffe, C. Geoffrey. Flight over Waitohi. Auckland, New Zealand: Acme Printing Works, 1997. ISBN 0-473-05048-X.
- Rodliffe, C. Geoffrey. Richard Pearse: Pioneer Aviator. Auckland, New Zealand: Museum of Transport and Technology. Inc., 1983. ISBN 0-473-09686-2.